# Porsche Supercup 2006

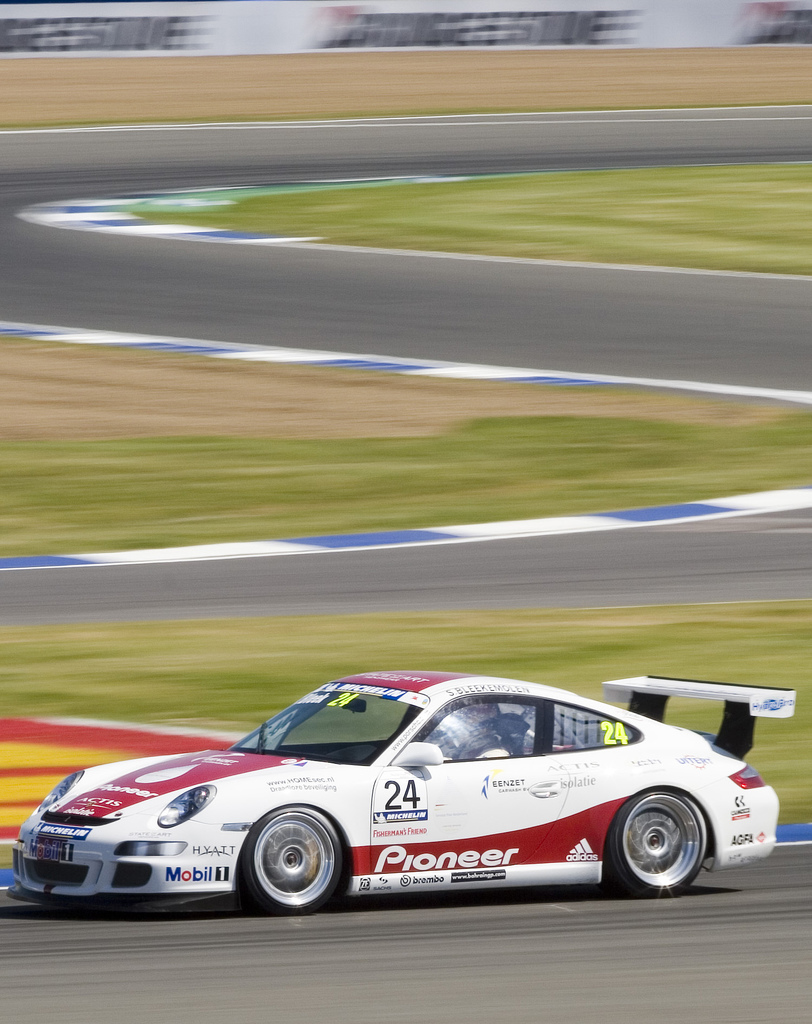
Sebastiaan Bleekemolen im Porsche 911 GT3 in Silverstone

Der Porsche Supercup 2006 begann am 12. März in Bahrain und endete nach zwölf Läufen am 10. September in Monza. Alle Rennen wurden im Rahmenprogramm der Formel 1 ausgetragen. Meister wurde zum ersten Mal der Brite Richard Westbrook.

## Teams und Fahrer
| Team                            | Nr. | Fahrer                  | Wochenenden  |
| ------------------------------- | --- | ----------------------- | ------------ |
| Lechner Racing School Team      | 1   | Alessandro Zampedri     | 1-11         |
| Lechner Racing School Team      | 2   | Cyrille Sauvage         | 1            |
| Lechner Racing School Team      | 2   | Patrick Huisman         | 2-11         |
| Lechner Racing School Team      | 22  | Nicolas Armindo         | 1            |
| Kadach Racing Team              | 3   | David Saelens           | 1-10         |
| Kadach Racing Team              | 4   | Fabrice Walfisch        | 1-5, 9-10    |
| Kadach Racing Team              | 4   | David Ashburn           | 6            |
| Kadach Racing Team              | 4   | Simon Sobrero           | 7            |
| PZ Koblenz – Team SPS           | 5   | Uwe Alzen               | 1-11         |
| PZ Koblenz – Team SPS           | 6   | Jörg Stephan            | 1-3          |
| PZ Koblenz – Team SPS           | 6   | Marc Benz               | 4-11         |
| Konrad Motorsport               | 7   | Tim Bergmeister         | 1            |
| Konrad Motorsport               | 7   | Hannes Neuhauser        | 2-11         |
| Konrad Motorsport               | 8   | Michael Schrey          | 1-4, 6-11    |
| Konrad Motorsport               | 8   | Michel Neugarten        | 5            |
| Konrad Motorsport               | 74  | Jay Policastro          | 9            |
| Orbit Racing                    | 74  | Jay Policastro          | 7            |
| Mühlner Motorsport              | 9   | David Dermont           | 1-6          |
| Mühlner Motorsport              | 9   | Jean-François Hemroulle | 11           |
| Mühlner Motorsport              | 10  | Geoffroy Horion         | 1-6          |
| Mühlner Motorsport              | 10  | Jörg Hardt              | 11           |
| Jetstream Motorsport PZ Essen   | 11  | Philip Beyrer           | 1-11         |
| Jetstream Motorsport PZ Essen   | 12  | Simon Frederiks         | 1-6, 8-11    |
| Jetstream Motorsport PZ Essen   | 12  | Oliver Freymuth         | 7            |
| MRS-PC Service Team PZM         | 14  | Georg Braun             | 1            |
| MRS-PC Service Team PZM         | 14  | Alexandre Funari Negrão | 4-5          |
| MRS-PC Service Team PZM         | 14  | Jimmy Jacobsson         | 6            |
| MRS-PC Service Team PZM         | 14  | William Langhorne       | 7-11         |
| MRS-PC Service Team PZM         | 14  | Menno Kuus              | 2            |
| MRS-PC Service Team PZM         | 15  | Menno Kuus              | 10           |
| MRS-PC Service Team PZM         | 15  | Duncan Huisman          | 1-3          |
| MRS-PC Service Team PZM         | 15  | Roeland Voerman         | 4-5, 8-9     |
| MRS-PC Service Team PZM         | 15  | Kelvin Burt             | 6-7          |
| MRS-PC Service Team PZM         | 15  | Ralf Kalaschek          | 11           |
| Morellato Racing Team PZ Essen  | 16  | Olivier Maximin         | 1-6, 8       |
| Morellato Racing Team PZ Essen  | 16  | Richard Williams        | 7            |
| Morellato Racing Team PZ Essen  | 16  | Cacá Bueno              | 9-10         |
| Morellato Racing Team PZ Essen  | 16  | Jeroen Bleekemolen      | 11           |
| Morellato Racing Team PZ Essen  | 17  | Richard Westbrook       | 1-11         |
| Morellato Stars Team            | 18  | Luciano Burti           | 1            |
| Morellato Stars Team            | 18  | Jimmy Ghione            | 2            |
| Morellato Stars Team            | 18  | Colin McRae             | 3, 5         |
| Morellato Stars Team            | 18  | Terry Heath             | 7            |
| Morellato Stars Team            | 18  | Pim van Riet            | 8            |
| Morellato Stars Team            | 18  | Phil Quaife             | 11           |
| Morellato Stars Team            | 18  | Dick Postel             | 4            |
| Morellato Stars Team            | 19  | Dick Postel             | 8            |
| Morellato Stars Team            | 19  | Jaber Al Khalifa        | 1, 7         |
| Morellato Stars Team            | 19  | Edoardo Cicorini        | 2            |
| Morellato Stars Team            | 19  | Kristian Ghedina        | 3-4          |
| Morellato Stars Team            | 19  | Maher Algadri           | 5            |
| Morellato Stars Team            | 19  | Richard Williams        | 11           |
| Harders Plaza Racing            | 20  | Robert van den Berg     | 1-11         |
| Harders Plaza Racing            | 21  | Chris Mattheus          | 1-5          |
| Harders Plaza Racing            | 21  | Luke Hines              | 6            |
| Harders Plaza Racing            | 21  | Ardi van der Hoek       | 7            |
| Harders Plaza Racing            | 21  | Arjan van der Zwaan     | 8-9, 11      |
| Harders Plaza Racing            | 21  | Klaus Abbelen           | 10           |
| Priority Racing Team Lechner    | 23  | Damien Faulkner         | 1            |
| Team Bleekemolen                | 24  | Sebastiaan Bleekemolen  | 2-6, 8       |
| Team Bleekemolen                | 24  | Thomas Pank             | 7            |
| Team Bleekemolen                | 24  | Michael Bleekemolen     | 9-11         |
| Team Bleekemolen                | 25  | Michael Bleekemolen     | 2-3, 5, 7    |
| Team Bleekemolen                | 25  | Oliver Freymuth         | 4, 6, 8-11   |
| Mamerow Racing PZ Essen         | 26  | Christian Mamerow       | 3            |
| UPS Porsche Junior Team         | 28  | Jan Seyffarth           | 1, 4-6, 9-11 |
| UPS Porsche Junior Team         | 29  | Lance David Arnold      | 1, 4-6, 9-11 |
| Attempto Racing                 | 34  | Dietmar Haggenmüller    | 2            |
| Attempto Racing                 | 43  | Dominik Neumeyr         | 2            |
| Tolimit Motorsport              | 39  | Christian Menzel        | 1-11         |
| Tolimit Motorsport              | 46  | Richard Lietz           | 1-11         |
| Farnbacher Racing – PZ Nürnberg | 55  | Dirk Werner             | 1-2          |
| Farnbacher Racing – PZ Nürnberg | 55  | Ian Baas                | 11           |
| Farnbacher Racing – PZ Nürnberg | 66  | Angelo Proietti         | 2, 11        |
| Farnbacher Racing – PZ Nürnberg | 77  | Patrick Huisman         | 1            |
| IN2RACING                       | 70  | Michael Richards        | 6            |
| IN2RACING                       | 71  | Richard Williams        | 6            |
| IRWIN Redline Racing            | 72  | Danny Watts             | 6            |
| IRWIN Redline Racing            | 73  | Jason Young             | 6            |
| Aasco Motorsport                | 75  | Pat Flanagan            | 7            |
| Aasco Motorsport                | 76  | Gary Becker             | 7            |
| Aasco Motorsport                | 77  | Warren Chang            | 7            |
| Aasco Motorsport                | 78  | Joe Kunz                | 7            |
| Farnbacher Loles Motorsports    | 79  | Ian Baas                | 7            |
| Farnbacher Loles Motorsports    | 80  | Ricardo Imery           | 7            |
| Nourry Competition              | 81  | Michel Nourry           | 8            |
| Equipe Alméras Frères           | 82  | Philippe Alméras        | 8            |
| Porsche AG                      | 88  | Salman Al Khalifa       | 1            |
| Porsche AG                      | 88  | Markus Winkelhock       | 3            |
| Porsche AG                      | 88  | Bruno Senna             | 5            |
| Porsche AG                      | 88  | Arturo Merzario         | 11           |
| Porsche AG                      | 89  | Fahed Al Musalam        | 1            |

## Rennkalender
| Nr. | Datum         | Land           | Strecke        | Pole-Position     | Platz 1           | Platz 2             | Platz 3           |
| --- | ------------- | -------------- | -------------- | ----------------- | ----------------- | ------------------- | ----------------- |
| 1   | 12. März      | Bahrain        | Bahrain        | David Saelens     | Uwe Alzen         | Richard Westbrook   | David Saelens     |
| 2   | 23. April     | Italien        | Imola          | Richard Westbrook | Richard Westbrook | Christian Menzel    | Geoffroy Horion   |
| 3   | 7. Mai        | Deutschland    | Nürburgring    | Richard Westbrook | Richard Westbrook | Richard Lietz       | David Saelens     |
| 4   | 14. Mai       | Spanien        | Barcelona      | Richard Lietz     | David Saelens     | Fabrice Walfisch    | Richard Westbrook |
| 5   | 27. Mai       | Monaco         | Monaco         | Richard Lietz     | Richard Lietz     | David Saelens       | Richard Westbrook |
| 6   | 11. Juni      | Großbritannien | Silverstone    | Uwe Alzen         | Uwe Alzen         | Richard Westbrook   | Richard Lietz     |
| 7a  | 1. Juli       | USA            | Indianapolis   | Richard Westbrook | Richard Westbrook | Kelvin Burt         | Ian Baas          |
| 7b  | 2. Juli       | USA            | Indianapolis   | Richard Westbrook | Richard Westbrook | Alessandro Zampedri | Patrick Huisman   |
| 8   | 16. Juli      | Frankreich     | Magny-Cours    | Uwe Alzen         | Uwe Alzen         | Richard Lietz       | Patrick Huisman   |
| 9   | 30. Juli      | Deutschland    | Hockenheimring | Richard Lietz     | Richard Lietz     | Uwe Alzen           | Richard Westbrook |
| 10  | 6. August     | Ungarn         | Budapest       | Patrick Huisman   | Patrick Huisman   | Christian Menzel    | Richard Westbrook |
| 11  | 10. September | Italien        | Monza          | Richard Lietz     | Uwe Alzen         | Richard Westbrook   | Patrick Huisman   |

## Fahrerwertung
| Pl. | Fahrer              | Punkte |
| --- | ------------------- | ------ |
| 1.  | Richard Westbrook   | 212    |
| 2.  | Uwe Alzen           | 166    |
| 3.  | Richard Lietz       | 157    |
| 4.  | Patrick Huisman     | 144    |
| 5.  | David Saelens       | 120    |
| 6.  | Christian Menzel    | 114    |
| 7.  | Alessandro Zampedri | 100    |

| Pl. | Fahrer              | Punkte |
| --- | ------------------- | ------ |
| 8.  | Michael Schrey      | 59     |
| 9.  | Robert van den Berg | 58     |
| 10. | Philip Beyrer       | 54     |
| 11. | Hannes Neuhauser    | 51     |
| 12. | Michael Bleekemolen | 48     |
| 13. | Marc Benz           | 48     |
| 14. | Simon Frederiks     | 28     |